# Enrique Macdonell

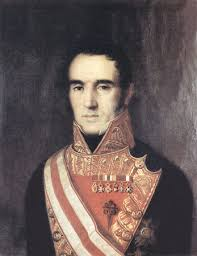
Enrique Macdonell

Enrique MacDonell (1753-23 de noviembre de 1823) fue un militar, marino y político español de origen irlandés.

## Biografía
Nació en Pontevedra. Entró a servir como subteniente en el Regimiento Ultonia el 14 de enero de 1764. En menos de diez años ascendió a teniente y luego a capitán.
El 9 de julio de 1776 ingresó en la Marina como teniente de fragata y embarcó en el navío Paula. Combatió contra dos jabeques argelinos en la división mandada por Félix de Tejada. En 1779 estaba en la fragata Magdalena, con la que mantuvo combate con una fragata inglesa de mayor porte, resultando herido.
Recibió el mando del chambequín Andaluz con el que pasó a La Habana. El 8 de abril de 1781 embarcó en el navío San Gabriel, participando en la expedición contra la plaza de Pensacola (actual EE. UU.) donde volvió a ser herido. Una vez recuperado, recibió el mando de la balandra corsaria Santa Ana, realizando acciones contra establecimientos ingleses, como Río Tinto y participando en la toma de Roatán (actuales Honduras) Vuelto a La Habana, tuvo diversos destinos hasta el 23 de junio de 1782, cuando se le concedió el grado de capitán de navío.
El 25 de diciembre de 1782 regresó a España a bordo de la corbeta Diligencia, que mantuvo un combate contra un corsario inglés de mayor porte, mandándolo a pique. Volvió a Cádiz para ejercer la Capitanía de su puerto desde julio de 1787 hasta mayo de 1789.
El 24 de agosto de 1789 estaba de voluntario en una escuadra sueca a petición propia. Durante la guerra con Rusia, participó en un combate durante seis horas y media con siete buques rusos, rindiéndose a éstos por haber perdido ya a la tercera parte de su tripulación y quedarle operativos sólo cuatro cañones.
El 9 de julio de 1791 volvió a España, haciéndose con el mando del San Felipe, que se dedicó al corso. En 1793 mandó el Astuto, de regreso a Cádiz. En 1794 fue ascendido a Brigadier, regresó a La Habana y Mar de las Antillas. El 19 de mayo de 1795 retornó a Cádiz, tuvo el mando del San Nicolás. Cambió de buque y volvió a La Habana, regresando a España en 1799.
En 1802 solicitó el retiro del servicio, pero en 1804 pidió su incorporación al servicio activo. Se hizo cargo del navío Rayo, que ya tenía cien cañones, con el grado de brigada. En 1805 participó en la batalla de Trafalgar y en noviembre de ese año ascendió a jefe de escuadra.
Con el alzamiento nacional de 1808 pasó a una escuadra inglesa, con la que capturó los navíos de la escuadra francesa de Rosily que se encontraban en la bahía de Cádiz desde 1805. 

## Ortografía del apellido
Su apellido es a menudo incorrectamente deletreado MacDonell. En realidad es firmado MacDonnell en sus cartas e informes al almirantazgo.

## Origen de la familia irlandesa
En el "Archivo Central de la Armada Española" figura como ciudadano irlandés. Esto es incorrecto ya que su certificado de bautismo prueba que nació en España. Pocos detalles existen de su juventud, pero su familia tenía orígenes irlandeses y mantenía fuertes conexiones irlandesas. Su abuelo nació en Dublín y su abuela de Cork y ellos huyeron a España para escapar de la persecución religiosa en Irlanda contra los católicos.

## Línea de tiempo naval
En julio, se unió a la Armada española como subteniente y fue asignado a una fragata "Gaviota" en una misión argelina en la escuadra del capitán Felix de Tejada. En el mes de septiembre fue trasladado dentro de este escuadrón a la fragata de 34 cañones  Carmen . En noviembre el Carmen y sus barcos de apoyo lucharon y quemaron dos jebeques argelinos en la cala de Melilla.
1777: El 28 de febrero fue ascendido a Teniente, y en abril su siguiente puesto fue teniente al mando de un jebeque llamado Pilar destinado a Córcega en el Mediterráneo y las Indias Occidentales. Durante este tiempo fue herido en una batalla naval con un buque inglés más grande antes de volver a Cádiz, y brevemente fue asignado a los barcos San Isidro y Andaluz en diciembre de 1778.
En febrero, al recuperarse de sus heridas con el rango de teniente, fue enviado a la fragata de 34 cañones Santa María Magdalena (1773). Era parte de un escuadrón de seis barcos que patrulla las Azores que buscaban un escuadrón de 4-5 naves inglesas que viajaban de Sudamérica para atacar. Nunca hicieron esta interceptación pero el 11 de septiembre la escuadrilla encontró un barco inglés solitario en las Azores, el Magdalena y otra fragata le dieron persecución, pero el barco inglés escapó al caer la noche.
En 1814 fue ascendido a teniente general, pero las malas condiciones pecuniarias de la Armada le hicieron pedir el ingreso en el Hospital el 25 de junio de 1815.
En 1817 fue nombrado ministro del Supremo Consejo del Almirantazgo. Cuando se suprimió esta corporación, volvió a Cádiz, donde tuvo que volver a ingresar en el hospital puesto que su dolencia se había agravado. Ya no volvería a salir de sus instalaciones.
Falleció el 23 de noviembre de 1823.